# 卵鬼神
卵鬼神（たまごきしん、タルギャル鬼神）は韓国で噂される妖怪である。

## 概要
卵鬼神は卵に細い手足がついた形をしており、逆立ちで歩く。歩くときに頭を床に打ちつけながら歩くので「トン、トン、トン」と音がする。逆立ちで歩くため、トイレの扉の下の隙間から覗くことができる。そのため中の人を見ることができるとされている。大邱市の中学校に出るとも言われている。
生徒を食べてしまうとも言われ、口外を禁じるタブーを結ぶ話や、結婚しないで死んだ女が正体という話もある。
最初は卵の大きさだが、蹴ると大きくなってやがて道を塞いでしまうという説話があるが、日本ののっぺらぼうの翻訳名として用いられることが多く、卵トッケビとも呼ばれる。